# Sonny Rupaire
Sonny Rupaire (né Sony Émile Ernest Rupaire) est un poète de langue française puis principalement créole et militant guadeloupéen. Né en Guadeloupe à Pointe-à-Pitre le 7 novembre 1940, il y meurt le 25 février 1991, après une vie engagée et une contribution importante à l'évolution de la langue créole.

## Biographie

### En Guadeloupe
Sonny Rupaire naît le 7 novembre 1940 à Pointe-à-Pitre. Il restera longtemps marqué par le décès de sa mère en 1947. Dès sa scolarité au lycée Carnot, il compose des poèmes, notamment sur la vie scolaire. Il se fait connaître du public par un poème écrit en 1957 intitulé Les Dameurs, dans lequel il décrit la cruauté de l'esclavage et réclame des comptes de manière virulente au colonisateur. Il s'illustre durant les Jeux floraux de Guadeloupe, obtenant plusieurs prix entre 1957 et 1966. Il écrit en français, et note que la bibliothèque du lycée ne contient aucun livre d'auteur antillais,,. En 1961, il devient instituteur après une formation à l’École normale, et est nommé à Saint-Claude.

### Hors de France
Refusant de répondre à l'appel sous les drapeaux pour combattre aux côtés des forces françaises dans la guerre d'Algérie, il quitte la Guadeloupe et rejoint l'ALN en Algérie, ce qui lui vaut d'être condamné par le tribunal militaire de Bordeaux en 1963 pour insoumission en temps de paix. Il reste dans ce pays après que celui-ci obtient l'indépendance en 1962, et y exerce en tant qu'enseignant près d'Alger, à Douera.
En 1967, apprenant les événements dramatiques qui se passent en Guadeloupe, il décide de retourner dans son île, mais se rend d'abord à Cuba. Comme membre de l'Association Générale des Étudiants Guadeloupéens, il participe à la direction de l'Organisation continentale latino-américaine et caraïbéenne des étudiants. Il est également représentant du Groupe d'organisation nationale de la Guadeloupe.

### Retour en Guadeloupe
Sonny Rupaire rentre en Guadeloupe sous une fausse identité Kanmarad Max en 1969,. À partir de décembre 1971, il se rend plusieurs fois en Martinique pour soigner un ulcère qui le ronge depuis des années. Dans les années 1971-1991, il participe avec Louis Théodore à la création de différentes organisations, comme l'Union des travailleurs agricoles de Guadeloupe, l'Union générale des travailleurs de Guadeloupe ou le syndicat général de l'éducation nationale, qui deviendra le SPEG. Lorsque l'Union populaire pour la libération de la Guadeloupe (UPLG) est créée en 1978, il en est l'un des porte-paroles. Il est également rédacteur dans le journal de ce parti, Lendépandans.
Amnistié en 1971 par le gouvernement français, il est réintégré dans l'Éducation nationale en 1973.
Son œuvre la plus connue, un recueil de poèmes intitulé Cette igname brisée qu'est ma terre natale, ou Gran parade ti cou-baton, est publiée en 1971.

## Sonny Rupaire et la langue créole
C'est en 1967 que Sonny Rupaire déclare renoncer à écrire en français, souhaitant utiliser le créole pour parler des problèmes de la Guadeloupe, s'opposant à une utilisation qu'il qualifie de « doudouiste » de cette langue, lorsqu'elle est utilisée pour ne décrire qu'une vision exotique de l'île.
L'universitaire Juliette Facthum-Sainton relève que Cette igname brisée qu'est ma terre natale, ou Gran parade ti cou-baton est édité de sorte que chacune des parties, en français et en créole, ne peut être lue qu'en retournant le livre. Selon elle, l'édition de 1982 de l'ouvrage est « le début d'une ère nouvelle pour la graphie du créole ». Par des tableaux comparatifs, elle soutient qu'il s'agit de « brouiller les pistes visuelles du francophone qui chercherait le français dans la langue créole » par exemple dans le remplacement de « Ka profité-ou bien » par « Ka pwofite' w byen ». Il s'agit de rompre avec l'idée que le créole est du mauvais français, Sonny Rupaire suivant le principe du GEREC : « J'écris ce que j'entends ». Constatant que synchronie et diachronie continuent de marquer l'évolution de la langue créole « malgré la force de l'œuvre de Rupaire », elle note que la contribution de ce dernier dans l'évolution de la langue « peut laisser un goût d'inachevé ».

## Œuvres
- 1957 : Les Dameurs
- 1971 : Cette igname brisée qu'est ma terre natale, ou Gran parade ti cou-baton, Éditions Parabole, 1971.  (ISBN 2903033390)
- 1988 : À Guy l'an neuf, publié dans le volume "Bouquet de voix pour Guy Tirolien"[10]

## Postérité

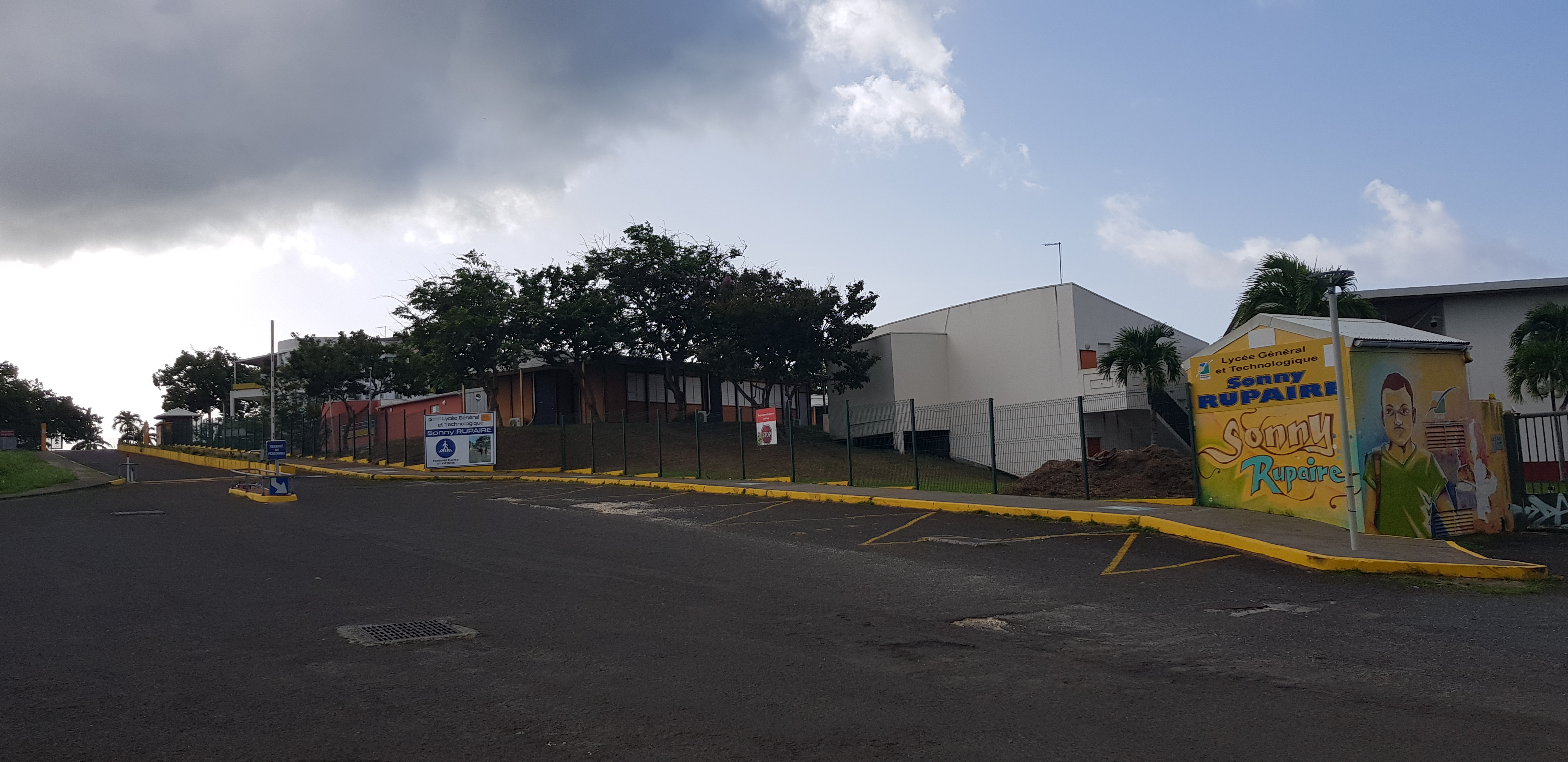
Le lycée Sonny Rupaire à Sainte-Rose (Guadeloupe)

En 1994 est créé le prix Sonny Rupaire récompensant une œuvre en créole. Depuis 1997, il est accompagné d'un trophée, Masque en métal, créé par l'artiste René Louise.
En 1996, une salle de L'Artchipel porte son nom.
Le lycée Nord Basse-Terre de Sainte-Rose est renommé lycée Sonny Rupaire en 2013.